# Longpont-sur-Orge
Pour les articles homonymes, voir Longpont.
Longpont-sur-Orge (prononcé [lɔ̃pɔ̃ syʁ ɔʁʒ] ) est une commune française située à vingt-cinq kilomètres au sud-ouest de Paris dans le département de l'Essonne en région Île-de-France. Elle est le siège du doyenné de Montlhéry-Longpont.
Lieu d'intérêt à l'échelle européenne par son ancien prieuré à l'origine du bourg, étape sur les chemins de Saint-Jacques-de-Compostelle avec sa célèbre basilique Notre-Dame-de-Bonne-Garde contenant le plus important reliquaire de France, Longpont-sur-Orge fait partie de la fédération des sites clunisiens. En octobre 2005, le Conseil de l'Europe a décerné aux sites de cette fédération, la mention de « Grand itinéraire culturel européen ». C'est donc à double titre que Longpont-sur-Orge est reconnue au niveau européen.
Ses habitants sont appelés les Longipontains
.

## Géographie

### Situation
| Type d'occupation           | Pourcentage | Superficie (en hectares) |
| --------------------------- | ----------- | ------------------------ |
| Espace urbain construit     | 38,0 %      | 194,67                   |
| Espace urbain non construit | 13,9 %      | 71,27                    |
| Espace rural                | 48,1 %      | 246,12                   |
| Source : Iaurif             |             |                          |

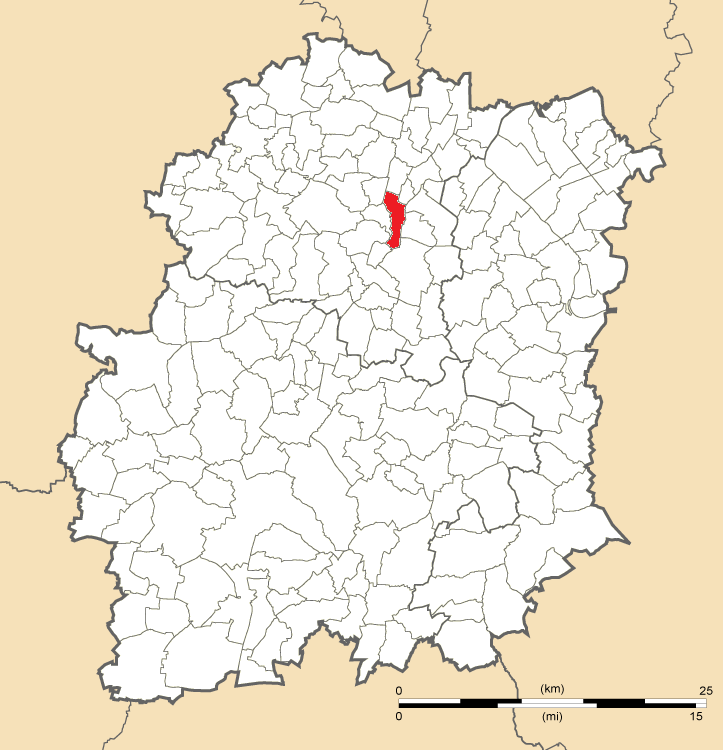
Position de Longpont-sur-Orge en Essonne.

Longpont-sur-Orge est située dans la région Île-de-France, au nord du département de l'Essonne, lui-même totalement intégré dans l'agglomération parisienne, dans l'ancien pays aujourd'hui devenu région naturelle du Hurepoix. Le territoire de la commune forme approximativement un rectangle orienté du nord au sud long de cinq kilomètres et large de deux kilomètres, totalisant une superficie de cinq cent cinq hectares. L'Institut national de l'information géographique et forestière attribue les coordonnées géographiques 48° 38′ 35″ N, 2° 17′ 32″ E au point central de ce territoire. En 2008, plus de 48 % de ce territoire était encore répertorié comme rural, 38 % comme urbanisé et construit et près de 14 % urbanisé libre. Le territoire est bordé à l'est par la rivière l'Orge et traversé d'ouest en est par le Mort Rû au nord et la Salmouille au sud. Deux axes routiers majeurs traversent aussi le territoire, la route nationale 20 au nord-ouest et la route nationale 104 au sud-est, complétés par les routes départementales 35, 133 et 446. Ces routes séparent en partie les différents quartiers, hameaux et lieux-dits de la commune, majoritairement pavillonnaire.
Centrale dans le département, la commune est située à vingt-cinq kilomètres au sud-ouest de Paris-Notre-Dame, point zéro des routes de France, onze kilomètres au nord-ouest de la préfecture d'Évry, neuf kilomètres au sud-est de la sous-préfecture de Palaiseau, deux kilomètres à l'est de Montlhéry, sept kilomètres au nord-est d'Arpajon, quatorze kilomètres au nord-ouest de Corbeil-Essonnes, dix-huit kilomètres au nord-ouest de La Ferté-Alais, vingt-quatre kilomètres au nord-est de Dourdan, vingt-cinq kilomètres au nord-est d'Étampes et trente kilomètres au nord-ouest de Milly-la-Forêt. La commune est en outre située à quatre-vingt-dix-sept kilomètres au sud-ouest de son homonyme Longpont dans l'Aisne.

### Hydrographie

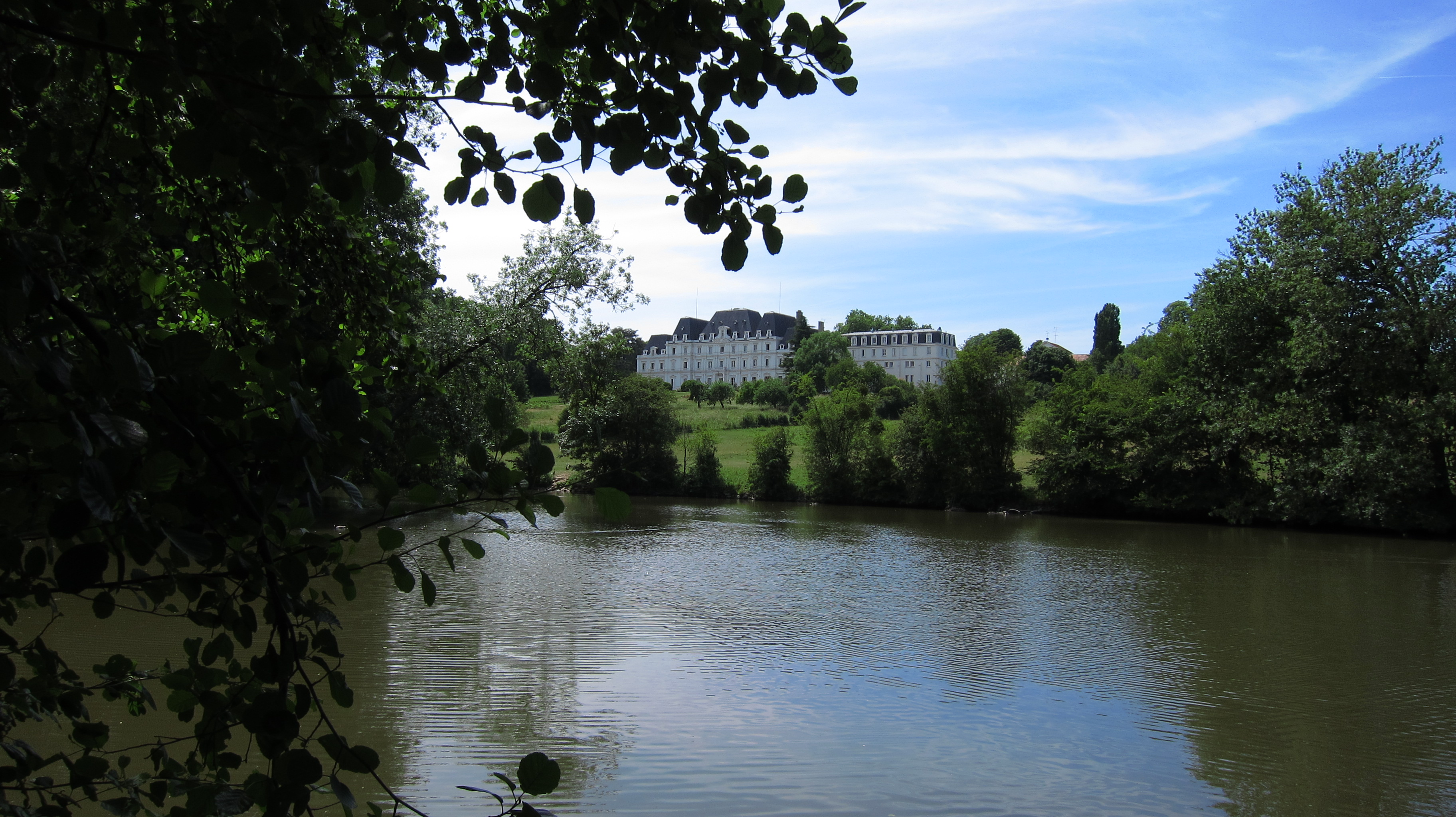
Le bassin et le château de Lormoy.

Le territoire de la commune est traversé à l'est par l'Orge, rivière qui coule du sud au nord sur une distance de quatre kilomètres entre les lacs de Carouge, puis le lac de Lormoy jusqu'à la confluence avec le ruisseau le Mort Rû qui coule d'ouest en est à la frontière avec Villiers-sur-Orge au nord. Au sud du territoire coule jusqu'à l'Orge le ruisseau la Salmouille sur une distance d'un kilomètre d'ouest en est. Une partie des étangs de Lormoy est située sur le territoire municipal, partagée avec la commune voisine de Saint-Michel-sur-Orge.

### Relief et géologie
Le territoire de Longpont-sur-Orge est situé sur le coteau de la vallée de l'Orge, en contrebas de la butte de Montlhéry. Il s'étage entre une altitude maximale de quatre-vingt-seize mètres à l'est à proximité du Pont des Belles Dames et une altitude minimale de trente-sept mètres en bordure de la rivière à proximité de la confluence avec le Mort Rû. Du sud au nord, la déclivité est peu importante sur le cours de la rivière avec une altitude maximale au sud de quarante-trois mètres à quatre kilomètres en amont près du lac de Carouge. D'ouest en est, la pente est plus marquée avec le centre-ville situé à cinquante-six mètres d'altitude et seulement quarante mètres sur la rive gauche de la rivière distante de seulement cinq cents mètres.
Situé dans le Bassin parisien, le sous-sol de la commune est composé de couches successives de sable et de meulière, de marne, gypse et calcaire.

### Communes limitrophes
Le territoire de Longpont-sur-Orge et limitrophe de plusieurs communes, au nord-ouest, l'ancienne route nationale 20 marque la frontière avec La Ville-du-Bois, au nord, la rue du Perray sert de frontière avec Ballainvilliers et la rue de Verdun et le ruisseau le Mort Rû avec Villiers-sur-Orge. Au nord-est l'Orge sert de frontière naturelle avec Sainte-Geneviève-des-Bois, la limite sur poursuit avec Saint-Michel-sur-Orge à l'est puis Brétigny-sur-Orge au sud-est et sud. À travers champs se trouve la frontière sud-ouest avec Leuville-sur-Orge et à l'ouest la rue du Maréchal-Gallieni marque la frontière avec Linas, puis le chemin de Biron, le chemin de la Renardière, le chemin des Champs-Jolis, la route des Templiers et l'allée du Pont-aux-Pins servent de limite avec Montlhéry.

### Climat
Pour des articles plus généraux, voir Climat de l'Île-de-France et Climat de l'Essonne.
En 2010, le climat de la commune est de type climat océanique dégradé des plaines du Centre et du Nord, selon une étude du CNRS s'appuyant sur une série de données couvrant la période 1971-2000. En 2020, Météo-France publie une typologie des climats de la France métropolitaine dans laquelle la commune est exposée à un climat océanique altéré et est dans la région climatique  Sud-ouest du bassin Parisien, caractérisée par une faible pluviométrie, notamment au printemps (120 à 150 mm) et un hiver froid (3,5 °C). 
Pour la période 1971-2000, la température annuelle moyenne est de 11,8 °C, avec une amplitude thermique annuelle de 15,5 °C. Le cumul annuel moyen de précipitations est de 661 mm, avec 11,3 jours de précipitations en janvier et 7,7 jours en juillet. Pour la période 1991-2020, la température moyenne annuelle observée sur la station météorologique la plus proche, située sur la commune de Brétigny-sur-Orge à 4 km à vol d'oiseau, est de 11,9 °C et le cumul annuel moyen de précipitations est de 628,9 mm,. Pour l'avenir, les paramètres climatiques de la commune estimés pour 2050 selon différents scénarios d'émission de gaz à effet de serre sont consultables sur un site dédié publié par Météo-France en novembre 2022.
| Mois                                  | jan.           | fév.           | mars            | avril         | mai             | juin           | jui.           | août           | sep.           | oct.            | nov.            | déc.             | année      |
| ------------------------------------- | -------------- | -------------- | --------------- | ------------- | --------------- | -------------- | -------------- | -------------- | -------------- | --------------- | --------------- | ---------------- | ---------- |
| Température minimale moyenne (°C)     | 1,7            | 1,5            | 3,6             | 5,7           | 9,2             | 12,5           | 14,4           | 14,1           | 11             | 8,2             | 4,5             | 2,2              | 7,4        |
| Température moyenne (°C)              | 4,5            | 5              | 8,1             | 10,9          | 14,5            | 17,9           | 20,2           | 20             | 16,4           | 12,4            | 7,7             | 4,9              | 11,9       |
| Température maximale moyenne (°C)     | 7,2            | 8,5            | 12,6            | 16,2          | 19,8            | 23,4           | 26             | 25,9           | 21,8           | 16,6            | 10,9            | 7,6              | 16,4       |
| Record de froid (°C) date du record   | −20,6 08.01.10 | −17 23.02.1963 | −10,7 13.03.13  | −4,7 11.04.03 | −1,9 07.05.1957 | 1,4 05.06.1991 | 3,8 01.07.1960 | 3,7 28.08.1974 | 0,2 17.09.1971 | −4,5 29.10.1985 | −9,6 24.11.1998 | −16,4 29.12.1964 | −20,6 2010 |
| Record de chaleur (°C) date du record | 15,8 27.01.03  | 20,2 27.02.19  | 25,3 25.03.1955 | 29,4 20.04.18 | 32 28.05.17     | 37,3 18.06.22  | 42 25.07.19    | 39,7 06.08.03  | 35,4 08.09.23  | 30,3 01.10.1985 | 22,1 07.11.15   | 16,8 17.12.15    | 42 2019    |
| Précipitations (mm)                   | 48,2           | 44,9           | 45              | 44,6          | 61,4            | 55,6           | 53,1           | 57,7           | 48,6           | 52,6            | 54,5            | 62,7             | 628,9      |

### Voies de communication et transports
Le territoire de Longpont-sur-Orge est traversé dans son extrémité nord-ouest par l'ancienne route nationale 20 et dans sa partie sud par la route nationale 104, branche sud de la Francilienne. Tracées d'ouest en est, se trouvent pour faire la jonction entre les deux voies sur le territoire communal la route départementale 133 dite route des Templiers et la route départementale 446 ancienne route royale de Versailles à Melun sous l'appellation route de Montlhéry. À l'extrême nord passe la route départementale 35 dite rue du Perray.
Ce réseau routier est emprunté par les lignes du réseau de bus Cœur d'Essonne DM6B et DM17A vers la gare de Sainte-Geneviève-des-Bois, DM9 vers la gare de Saint-Michel-sur-Orge et les lignes du réseau de bus Paris-Saclay DM10A et DM11B vers la gare de Massy - Palaiseau.
L'aéroport Paris-Orly est situé à dix kilomètres au nord-est et l'aéroport Paris-Charles-de-Gaulle à quarante-cinq kilomètres au nord-est. L'aviation d'affaires et de tourisme est accessible à l'aéroport de Toussus-le-Noble situé à dix-huit kilomètres au nord-ouest.

### Lieux-dits, écarts et quartiers
Le centre de la commune de Longpont-sur-Orge a conservé un environnement témoin du rôle que jouaient les moines clunisiens dans la société médiévale. Le hameau qui avait été construit autour du prieuré, est aussi conservé, avec ses cinq rues étroites convergeant vers la basilique. Autour de ce centre, le territoire de la commune est composé de plusieurs ensembles urbains formant des quartiers distincts dont le centre-ville autour de la basilique et de l'hôtel de ville, au nord le quartier pavillonnaire et commercial des Échassons puis le Mesnil, au sud du centre-ville le hameau de Lormoy et le quartier pavillonnaire de Guiperreux. Plusieurs lieux-dits ont conservé des appellations anciennes ou historiques comme au nord la Croix Rouge Fer, la Butte du Moulin à Vent, l'Orme de Gaudron, le Champ de Bataille, l'ancien Moulin de Basset, les fermes de Biron et de la Chartre au sud. S'ajoutent au nord le parc de Villebouzin et au sud la zone d'activités des Bords de l'Orge.

## Urbanisme

### Typologie
Au 1er janvier 2024, Longpont-sur-Orge est catégorisée grand centre urbain, selon la nouvelle grille communale de densité à sept niveaux définie par l'Insee en 2022.
Elle appartient à l'unité urbaine de Paris, une agglomération inter-départementale regroupant 407  communes, dont elle est une commune de la banlieue,,. Par ailleurs la commune fait partie de l'aire d'attraction de Paris, dont elle est une commune du pôle principal,. Cette aire regroupe 1 929 communes,.

## Toponymie
Le lieu était auparavant appelé Longus Pons marquant la présence d'un pont sur l'Orge, il fut cité en 1040 dans une charte de Grégoire de Tours Grégoire de Tours vivait[Où ?] au VIIIe siècle[réf. à confirmer].
La commune fut créée en 1793 avec le seul nom de Longpont, la mention de l'Orge fut ajoutée en 1951.

## Histoire

### Néolithique
Au Néolithique, plusieurs gués sur les grandes rivières qui deviendront plus tard l'Orge et la Boële ont sans doute été un point important de migration des rennes, attirant les chasseurs. Depuis le rond-point de la Croix Rouge Fer, on voit très loin, et on imagine très bien les guetteurs de l'époque. En témoigne aujourd'hui le lieu-dit Guiperreux, altération phonétique de gué-pierreux. À cet endroit se situait jadis un temple à Mercure, dont il reste quelques pierres, bâti sans doute sur un ancien sanctuaire gaulois.[réf. nécessaire]

### Premiers siècles
Le site de Longpont est couvert de forêts profondes et de marécages. Les gallo-romains s'installent entre l'Orge et la grande route gallo-romaine qui relie Paris à Orléans.[réf. nécessaire]
Longpont-sur-Orge est le siège d'un très ancien pèlerinage dédié à la Vierge Marie. Ce pèlerinage aurait pour origine la découverte, dans le creux d'un chêne utilisé par les druides, d'une statue de femme, un enfant dans ses bras, avec l'inscription Virginæ parituræ comme à Chartres. Saint Denis au IIIe siècle, se dirigeant vers Paris avec son disciple saint Yon (ou Yvon), aurait expliqué aux habitants du lieu le sens préfiguratif de cette Vierge-mère, puis aurait élevé la chapelle Sainte-Marie, sur l'emplacement du chêne, à l'emplacement même de l'actuelle basilique,.

### Période médiévale

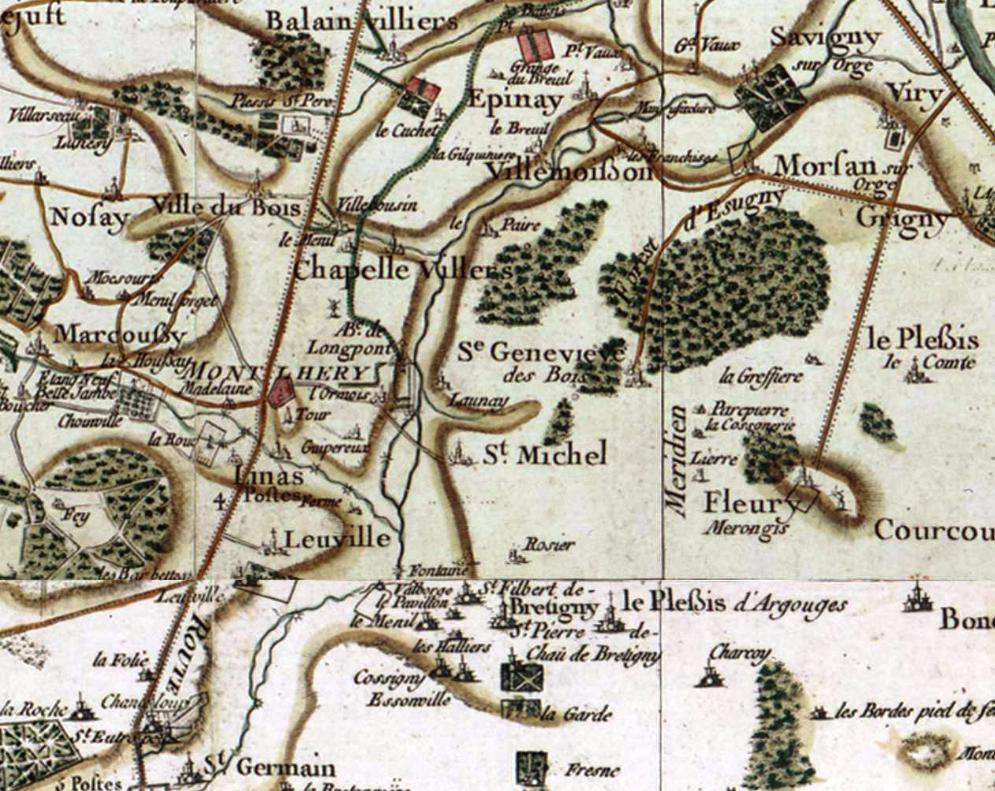
Carte de Cassini : la région de Longpont au XVIIe siècle.

Vers 990, Thibaud File Etoupe, le forestier du roi Robert le Pieux, construit un château sur la butte de Montlhéry. Son petit-fils Gui Ier de Montlhéry, à l'instigation de son épouse Hodierne de Gometz, entreprend la construction d'une église à l'emplacement de la chapelle Sainte-Marie. Ils font appel à l'abbaye de Cluny et la fondation du prieuré Notre-Dame est attestée en 1061. À la demande d'Hodierne, l'abbé de Cluny Hugues de Semur envoie 22 moines clunisiens. Un hameau se structure rapidement autour du monastère dont la construction dure 150 ans et permet aux hameaux des environs de se développer. C'est le premier monastère dépendant de l'abbaye de Cluny, directement sous l'autorité du pape.
Sur le territoire de la commune, plusieurs moulins sont alors construits : le moulin Grouteau en 1070, le moulin Basset en 1254, le moulin de la chaussée au bas de la ville est connu entre 1380 et le début du XVIIe siècle, le moulin Biron en 1574 puis le moulin à vent du Boulay ou du Ménil qui a existé des années 1575 à la Révolution.[réf. nécessaire]
Le 16 juillet 1465 a lieu la bataille de Montlhéry entre les troupes « françaises », fidèles au roi Louis XI, et les troupes « bourguignonnes » de la Ligue du Bien public qui lui disputent le pouvoir.

### Le prieuré et la basilique
L'histoire de Longpont-sur-Orge est intimement liée à celle de son prieuré et de sa basilique.
Le prieuré, situé au sud de la basilique actuelle, a été détruit à la Révolution. La basilique est le premier site-étape pour les pèlerins partis de la tour Saint-Jacques à Paris vers Saint-Jacques-de-Compostelle. Les coquilles Saint-Jacques sur le tympan du portail en témoignent.
Lieu d'intérêt à l'échelle européenne pour son ancien rôle d'étape sur les chemins de Saint-Jacques de Compostelle, Longpont-sur-Orge fait aussi partie de la fédération des sites clunisiens. En octobre 2005, le Conseil de l'Europe a décerné aux sites de cette fédération, la mention de « Grand itinéraire culturel européen ». C'est donc à double titre que Longpont-sur-Orge est reconnu au niveau européen.

## Politique et administration

### Rattachements administratifs et électoraux
Depuis la Révolution française jusqu'à la loi du 10 juillet 1964, la commune faisait partie du département de Seine-et-Oise. Le redécoupage des anciens départements de la Seine et de Seine-et-Oise fait que la commune appartient désormais au département de l'Essonne et son arrondissement de Palaiseau à la suite d'un transfert administratif effectif le 1er janvier 1968. Pour l'élection des députés, elle fait partie de la quatrième circonscription de l'Essonne.
Elle faisait partie depuis 1801 du canton de Longjumeau de Seine-et-Oise. Dans le cadre de la mise en place du département des Yvelines, la commune intègre le canton de Montlhéry, puis le canton de Brétigny-sur-Orge lors du redécoupage cantonal de 2014 en France.

### Intercommunalité

La Communauté d'agglomération Cœur d'Essonne Agglomération dans le département de l'Essonne.

Membre fondateur en 2004 de la communauté de communes Cœur du Hurepoix qui regroupait quatre communes, à laquelle elle avait transféré ses compétences de développement économique, aménagement du territoire et gestion de la voirie, la commune de Longpont-sur-Orge désirait depuis plusieurs années quitter cette communauté de communes, au motif qu'elle « n'a jamais permis de répondre aux besoins des habitants de la commune de Longpont-sur-Orge » et désirait adhérer à la communauté d'agglomération du Val d'Orge. Le Cœur du Hurepoix éclate le 1er janvier 2013, et la commune est donc rattachée comme elle le souhaitait au Val d'Orge à cette date.
Dans le cadre de la mise en œuvre de la loi MAPAM du 27 janvier 2014, qui prévoit la généralisation de l'intercommunalité à l'ensemble des communes et la création d'intercommunalités de taille importante, la communauté d'agglomération du Val d'Orge fusionne avec la communauté de communes de l'Arpajonnais le 1er janvier 2016, formant la nouvelle communauté d'agglomération Cœur d'Essonne Agglomération dont est désormais membre la commune.
La commune est également membre en 2016 du Syndicat intercommunal de la région de Montlhéry (SIRM), du Syndicat intercommunal des eaux des communes du nord-est de l'Essonne et du Syndicat mixte de la Vallée de l'Orge Aval (SIVOA).

### Tendances et résultats politiques
Les résultats électoraux laissent Longpont-sur-Orge apparaître comme une commune politiquement à droite, avec chronologiquement en 2002 une nette avance du député sortant Pierre-André Wiltzer (UMP) dans la commune et une moindre importance du vote pour l'extrême droite au second tour de l'élection présidentielle qu'au niveau national.
En 2004, le candidat divers droite aux élections cantonales l'emporta largement dans la commune mais la tendance nationale au vote à gauche pour les élections européennes et régionales se retrouva dans les résultats enregistrés dans la commune.
Lors de l'élection présidentielle de 2007, le candidat de droite enregistra dans la commune six points de plus qu'au plan national et la candidate de droite aux élections législatives remporta près de deux tiers des suffrages des longipontains.
Cependant, lors des municipales de 2008, la municipalité bascula à gauche à la faveur d'une triangulaire défavorable à la droite avec deux candidats face à une candidature unique de l'ancienne candidate aux élections cantonales. Lors des élections européennes de 2009, le candidat de droite aux élections européennes arriva en tête à Longpont-sur-Orge comme ailleurs dans le pays et encore lors des élections régionales de 2010 la tendance nationale au vote de gauche se retrouva dans la commune. Pour les  cantonales de 2011, le candidat sortant aux élections cantonales arriva en tête dans la commune mais fut défait dans le canton.
Élections présidentielles, résultats des deuxièmes tours
- Élection présidentielle de 2002 : 84,90 % pour Jacques Chirac (RPR), 15,10 % pour Jean-Marie Le Pen (FN), 79,97 % de participation[44].
- Élection présidentielle de 2007 : 59,03 % pour Nicolas Sarkozy (UMP), 40,97 % pour Ségolène Royal (PS), 87,02 % de participation[45].
- Élection présidentielle de 2012 : 56,16 % pour Nicolas Sarkozy (UMP), 43,84 % pour François Hollande (PS), 83,44 % de participation[46].
- Élection présidentielle de 2017 : 67,39 % pour Emmanuel Macron (LREM), 32,61 % pour Marine Le Pen (FN), 75,99 % de participation.

Élections législatives, résultats des deuxièmes tours
- Élections législatives de 2002 : 57,43 % pour Pierre-André Wiltzer (UMP), 42,67 % pour Marianne Louis (PS), 59,43 % de participation[47].
- Élections législatives de 2007 : 61,56 % pour Nathalie Kosciusko-Morizet (UMP), 38,44 % pour Olivier Thomas (PS), 57,33 % de participation[48].
- Élections législatives de 2012 : 54,65 % pour Nathalie Kosciusko-Morizet (UMP), 45,35 % pour Olivier Thomas (PS), 58,06 % de participation[49].
- Élections législatives de 2017 : 58,07 % pour Marie-Pierre Rixain (LREM), 41,93 % pour Agnès Evren (LR), 40,46 % de participation.

Élections européennes, résultats des deux meilleurs scores
- Élections européennes de 2004 : 25,79 % pour Harlem Désir (PS), 14,61 % pour Patrick Gaubert (UMP), 39,67 % de participation[50].
- Élections européennes de 2009 : 28,61 % pour Michel Barnier (UMP), 18,84 % pour Daniel Cohn-Bendit (Les Verts), 40,95 % de participation[51].
- Élections européennes de 2014 : 23,63 % pour Aymeric Chauprade (FN), 19,17 % pour Alain Lamassoure (UMP), 44,97 % de participation.
- Élections européennes de 2019 : 27,26 % pour Nathalie Loiseau (LREM), 19,62 % pour Jordan Bardella (RN), 49,57 % de participation.

Élections régionales, résultats des deux meilleurs scores
- Élections régionales de 2004 : 46,84 % pour Jean-Paul Huchon (PS), 42,29 % pour Jean-François Copé (UMP), 64,61 % de participation[52].
- Élections régionales de 2010 : 51,70 % pour Jean-Paul Huchon (PS), 48,30 % pour Valérie Pécresse (UMP), 48,34 % de participation[53].
- Élections régionales de 2015 : 45,03 % pour Valérie Pécresse (LR), 34,72 % pour Claude Bartolone (PS), 57,62 % de participation.

Élections cantonales et départementales, résultats des deuxièmes tours
- Élections cantonales de 2004 : 53,14 % pour François Pelletant (DVD), 46,81 % pour Delphine Antonetti (PS), 64,77 % de participation[54].
- Élections cantonales de 2011 : 52,90 % pour François Pelletant (DVD), 47,10 % pour Jérôme Cauët (PS), 38,42 % de participation[55].
- Élections départementales de 2015 : 62,30 % pour Nicolas Méary (UDI) et Sophie Rigault (LR), 37,70 % pour Isabelle Catrain (EELV) et Michel Pouzol (PS), 44,67 % de participation.

Élections municipales, résultats des deuxièmes tours
- Élections municipales de 2001 : données manquantes.
- Élections municipales de 2008 : 41,42 % pour Delphine Antonetti (PS), 31,58 % pour Jean-Pierre Philippe (UMP et MoDem), 66,41 % de participation[56].
- Élections municipales de 2014 : 51,94 % pour Philippe Hamon (UDI), 48,06 %  pour Delphine Antonetti (LUG), 65,70 % de participation[57].
- Élections municipales de 2020 : 78,67 % pour Alain Lamour (PG), 21,33 %  pour Christelle Pouliquen (LREM), 44,21 % de participation.

Référendums
- Référendum de 2000 relatif au quinquennat présidentiel : 76,87 % pour le Oui, 23,13 % pour le Non, 31,04 % de participation[58].
- Référendum de 2005 relatif au traité établissant une Constitution pour l'Europe : 54,40 % pour le Oui, 45,60 % pour le Non, 70,78 % de participation[59].

### Liste des maires

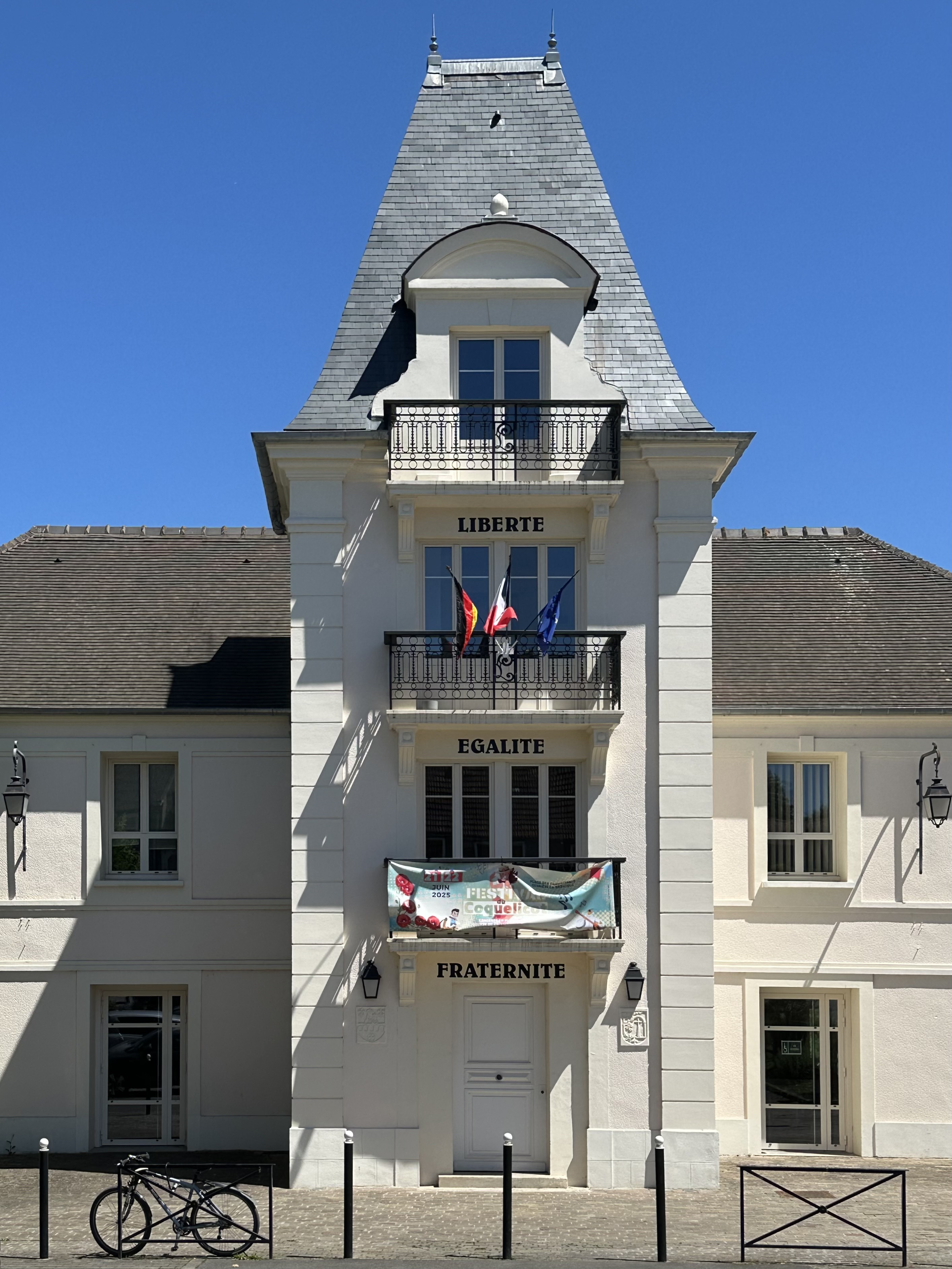
La mairie.

Quarante-et-un maires se sont succédé à la tête de l'administration municipale depuis l'élection du premier en 1790.

### Structures de démocratie participative
La commune a mis en place des élus de proximité et un conseil municipal des enfants.

### Budget et fiscalité
En 2010, la commune disposait d'un budget de 8 973 000 € dont 7 268 000 € de fonctionnement et 1 705 000 € d'investissement, financés à 53,03 % par les impôts locaux, avec des taux d'impositions fixés à 17,02 % pour la taxe d'habitation, 15,00 % et 78,40 % pour la taxe foncière sur le bâti et le non-bâti et 10,20 % pour la taxe professionnelle fixée par l'intercommunalité. Cette même année l'endettement municipal s'élevait à 7 489 000 €.
| Longpont-sur-Orge Neukirchen |

### Jumelages
Longpont-sur-Orge a développé des associations de jumelage avec :
- Neukirchen (Allemagne) depuis 1987, en allemand Neukirchen, située à 437 kilomètres[75].

## Population et société

### Démographie

#### Évolution démographique
L'évolution du nombre d'habitants est connue à travers les recensements de la population effectués dans la commune depuis 1793. Pour les communes de moins de 10 000 habitants, une enquête de recensement portant sur toute la population est réalisée tous les cinq ans, les populations de référence des années intermédiaires étant quant à elles estimées par interpolation ou extrapolation. Pour la commune, le premier recensement exhaustif entrant dans le cadre du nouveau dispositif a été réalisé en 2006.

En 2022, la commune comptait 6 456 habitants, en évolution de +1,48 % par rapport à 2016 (Essonne : +2,89 %, France hors Mayotte : +2,11 %).
| 1793 | 1800 | 1806 | 1821 | 1831 | 1836 | 1841 | 1846 | 1851 |
| ---- | ---- | ---- | ---- | ---- | ---- | ---- | ---- | ---- |
| 608  | 557  | 627  | 626  | 602  | 590  | 614  | 658  | 644  |

| 1856 | 1861 | 1866 | 1872 | 1876 | 1881 | 1886 | 1891 | 1896 |
| ---- | ---- | ---- | ---- | ---- | ---- | ---- | ---- | ---- |
| 654  | 625  | 665  | 604  | 642  | 661  | 780  | 756  | 726  |

| 1901 | 1906 | 1911 | 1921 | 1926 | 1931 | 1936 | 1946 | 1954  |
| ---- | ---- | ---- | ---- | ---- | ---- | ---- | ---- | ----- |
| 791  | 787  | 791  | 756  | 825  | 873  | 921  | 979  | 1 166 |

| 1962  | 1968  | 1975  | 1982  | 1990  | 1999  | 2006  | 2011  | 2016  |
| ----- | ----- | ----- | ----- | ----- | ----- | ----- | ----- | ----- |
| 1 294 | 1 825 | 3 220 | 4 120 | 4 807 | 5 843 | 6 580 | 6 476 | 6 362 |

| 2021  | 2022  | - | - | - | - | - | - | - |
| ----- | ----- | - | - | - | - | - | - | - |
| 6 417 | 6 456 | - | - | - | - | - | - | - |

En 1793, la commune comptait six cent huit habitants. Son évolution démographique fut relativement chaotique, chutant à cinq cent cinquante sept habitants en 1800 pour croître à nouveau et retomber à cinq cent quatre-vingt-dix habitants en 1836. La guerre franco-allemande de 1870  fit perdre une soixantaine de résidents à nouveau et il fallut attendre 1886 pour dépasser le seuil des sept cents habitants. Au début du XXe siècle, le village comptait sept cent quatre-vingt-onze habitants, de même qu'en 1911 avant une nouvelle chute consécutive à la Première Guerre mondiale suivie d'une croissance portant la population à huit cent vingt-cinq habitants en 1926. Le cap des mille habitants permanents fut franchi en 1954 puis la commune connut une croissance soutenue à partir des années 1970, portant la population à trois mille deux cent vingt habitants en 1975 puis quatre mille cent vingt résidents en 1982. En 1999, la population s'élevait à cinq mille huit cent quarante-trois habitants et lors du recensement de 2009 à six mille six cent quarante-six habitants.
Au recensement de 1999, le nombre d'étrangers était plus faible que la moyenne nationale de 5,6 %, la commune ne comptant que 4,4 % d'étrangers dont 3,1 % de portugais, 0,2 % d'Italiens, d'Algériens et d'Espagnols, 0,1 % de Tunisiens et de Marocains.[Passage à actualiser]

#### Pyramide des âges
En 2018, le taux de personnes d'un âge inférieur à 30 ans s'élève à 35,5 %, soit en dessous de la moyenne départementale (39,9 %). À l'inverse, le taux de personnes d'âge supérieur à 60 ans est de 22,7 % la même année, alors qu'il est de 20,1 % au niveau départemental.
En 2018, la commune comptait 2 981 hommes pour 3 296 femmes, soit un taux de 52,51 % de femmes, légèrement supérieur au taux départemental (51,02 %).
Les pyramides des âges de la commune et du département s'établissent comme suit.

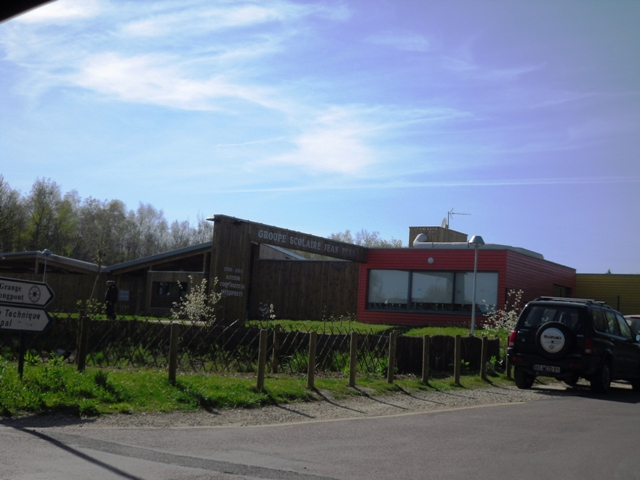
Le groupe scolaire Jean-Ferrat.

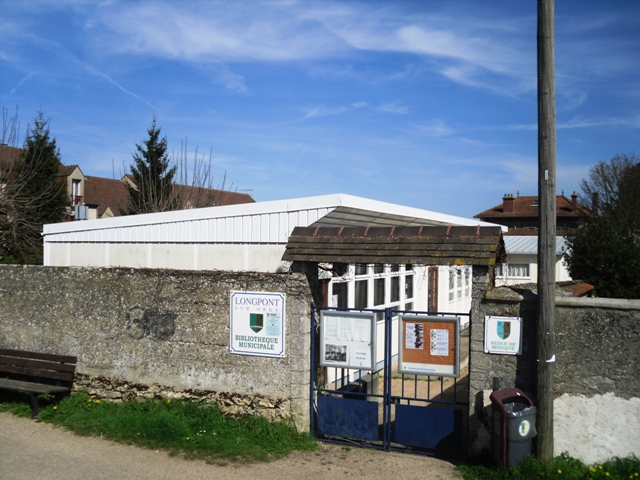
La Médiathèque.

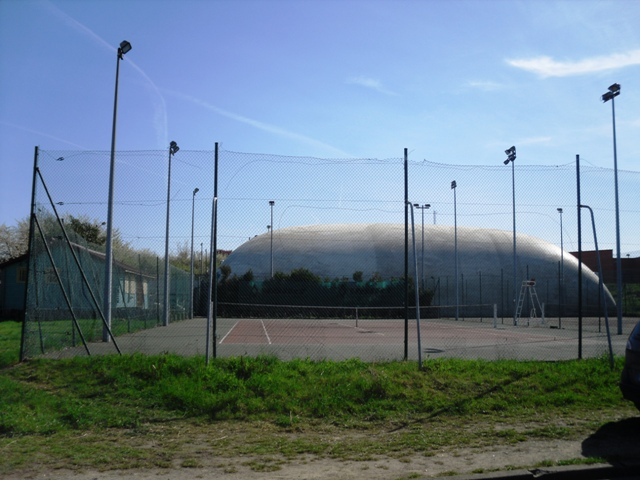
Les tennis des Garences.

| Hommes | Classe d’âge | Femmes |
| ------ | ------------ | ------ |
| 0,5    | 90 ou +      | 1,8    |
| 5,7    | 75-89 ans    | 7,2    |
| 14,0   | 60-74 ans    | 16,0   |
| 24,4   | 45-59 ans    | 21,8   |
| 18,8   | 30-44 ans    | 18,7   |
| 18,5   | 15-29 ans    | 17,6   |
| 18,0   | 0-14 ans     | 17,0   |

| Hommes | Classe d’âge | Femmes |
| ------ | ------------ | ------ |
| 0,5    | 90 ou +      | 1,4    |
| 5,4    | 75-89 ans    | 7,2    |
| 12,9   | 60-74 ans    | 13,9   |
| 20     | 45-59 ans    | 19,4   |
| 19,9   | 30-44 ans    | 20,1   |
| 20     | 15-29 ans    | 18,2   |
| 21,3   | 0-14 ans     | 19,8   |

### Enseignement
La commune de Longpont-sur-Orge dépend de l'académie de Versailles. La commune dispose des écoles primaires Lormoy et des Échassons et depuis 2011 du groupe scolaire Jean-Ferrat. Les élèves sont ensuite orientés vers le collège Jean-Moulin et le lycée polyvalent Léonard-de-Vinci à Saint-Michel-sur-Orge. Hors périodes scolaires, les élèves sont accueillis dans les garderies installées dans les écoles et aux accueils de loisirs sans hébergement (ALSH). Les jeunes enfants sont accueillis dans la crèche parentale Le jardin des Bisounours.
En 2012, la mairie publie sur son site officiel les menus servis dans les cantines.

### Santé
La commune dispose sur son territoire d'une clinique psychiatrique privée au château de Villebouzin et de l'établissement d'hébergement pour personnes âgées dépendantes du château de Lormoy. Trois médecins, quatre chirurgiens-dentistes et deux pharmacies sont installés dans la commune.

### Culture
La commune dispose sur son territoire d'une médiathèque et d'une école municipale de musique. Vingt-trois associations animent la vie culturelle de la commune.

### Sports
La commune dispose sur son territoire du gymnase et des courts de tennis des Garences, du centre équestre de Lormoy.

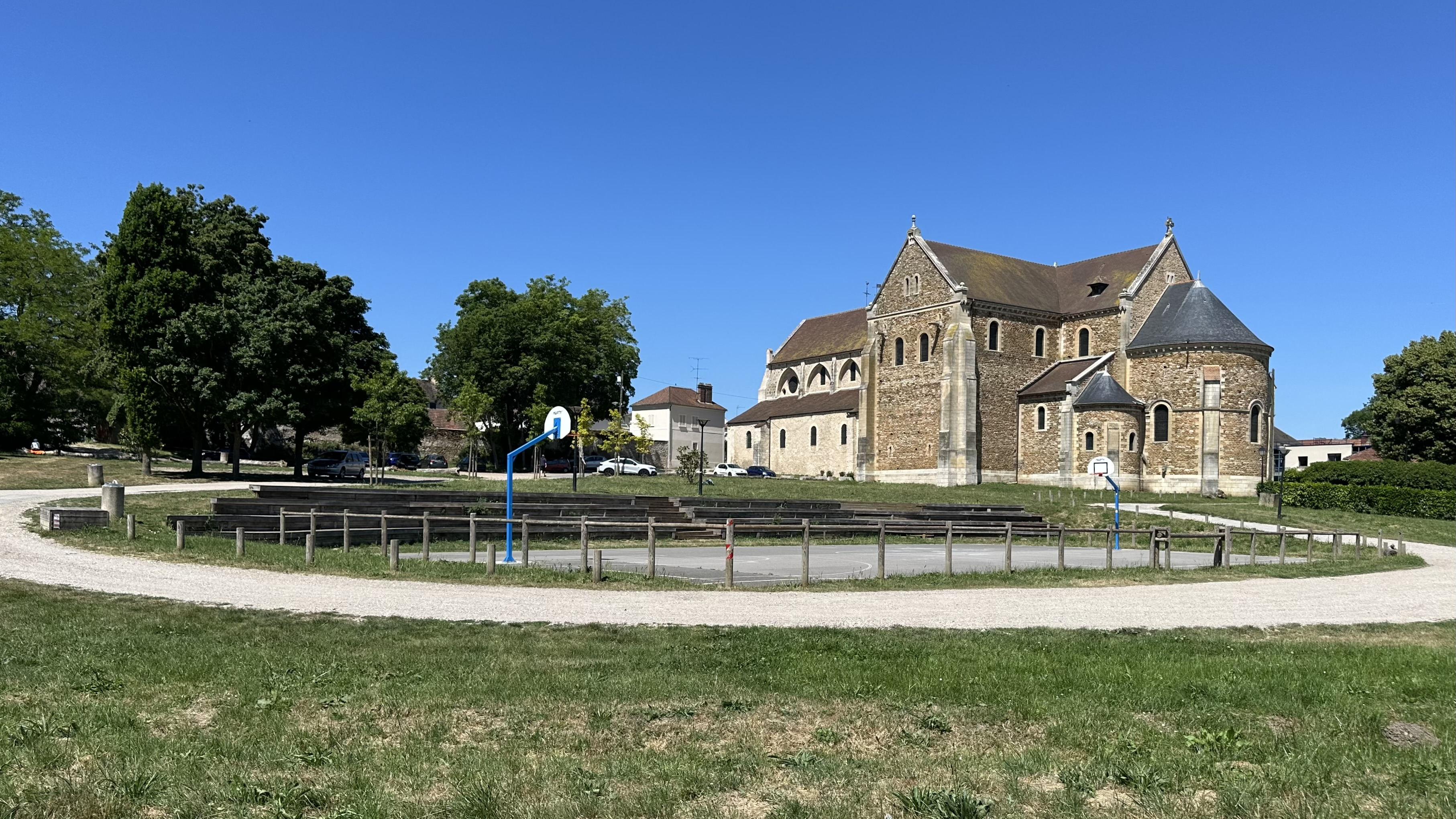
Terrain de basket derrière la basilique Notre-Dame-de-Bonne-Garde

### Autres services publics
La commune dispose sur son territoire d'une agence postale. La sécurité est assurée par le commissariat de police d'Arpajon et par le centre de secours présent sur le territoire communal.
La commune a décidé le 29 novembre 2011 de se retirer du conseil intercommunal de sécurité et de prévention de la délinquance. L'organisation juridictionnelle rattache les justiciables de la commune au tribunal d'instance et au conseil de prud'hommes de Longjumeau, aux tribunaux de grande instance et commerce d'Évry et à la cour d'appel de Paris.

### Lieux de culte
La paroisse catholique de Longpont-sur-Orge est rattachée au secteur pastoral de Montlhéry-Longpont et au diocèse d'Évry-Corbeil-Essonnes. Elle dispose de la basilique Notre-Dame-de-Bonne-Garde.

### Médias
L'hebdomadaire Le Républicain relate les informations locales. La commune est en outre dans le bassin d'émission des chaînes de télévision France 3 Paris Île-de-France Centre, IDF1 et Téléssonne intégré à Télif.

### Manifestations culturelles et festivités
Depuis le IIIe siècle, Longpont-sur-Orge est le siège d'un pèlerinage de la Vierge dont la principale fête se célèbre le lundi de Pentecôte, jour d'ostensions. En 2010, afin de célébrer le 1100e anniversaire de la naissance de Cluny, la municipalité, en partenariat avec la paroisse, a organisé d'importantes manifestations suivies d'un spectacle son et lumière. Chaque année depuis 2005, la municipalité en partenariat avec la Fédération nationale des compagnies de théâtre et d'animation, organise les « rencontres théâtrales de Longpont-sur-Orge ».

## Économie
Longpont-sur-Orge est intégrée à la zone d'emploi d'Orly qui regroupait en 1999 trente communes et 446 024 habitants, les Longipontains représentant 1 % de cette population totale. Partagée entre secteurs résidentiels et zones commerciales et industrielles situées en bordure de l'ancienne route nationale 20 et de la Francilienne. La société Brico Dépôt y a établi son siège social. En 2010, la commune comptait sur son territoire trois cent quatre entreprises actives dont 70,7 % dans le secteur tertiaire. En 2000, neuf exploitations agricoles étaient encore actives, trois consacrées au maraîchage et quatre au fermage. Les Longipontains disposent d'un supermarché.

### Emplois, revenus et niveaux de vie
En 2008, la commune comptait une population active de 3 508 habitants et ne disposait sur son territoire que de 1 246 emplois, ainsi 91,3 % des longipontains exerçaient leur activité dans une autre commune. Cette même année, 6,3 % de la population active était au chômage et 76 % des salariés étaient titulaires de la fonction publique ou d'un contrat à durée indéterminée. Le revenu net imposable moyen s'élevait en 2008 à 33 952 € mais 27,5 % des foyers fiscaux n'étaient pas assujettis à l'impôt sur le revenu. En 2009, le revenu fiscal médian par ménage était de 27 102 €, ce qui plaçait Longpont-sur-Orge au 460e rang  parmi les 30 714 communes de plus de 50 ménages en métropole. En 2008, 83,3 % des Longipontains étaient propriétaires de leur logement, un pavillon dans 78,6 % des cas et seulement 2,5 % des foyers occupaient une habitation à loyer modéré.
| Répartition des emplois par catégories socioprofessionnelles en 2006. |              |                                           |                                                   |                            |                          |                           |
|                                                                       | Agriculteurs | Artisans, commerçants, chefs d'entreprise | Cadres et professions intellectuelles supérieures | Professions intermédiaires | Employés                 | Ouvriers                  |
| Longpont-sur-Orge                                                     | 0,3 %        | 7,4 %                                     | 24,2 %                                            | 26,3 %                     | 32,3 %                   | 9,5 %                     |
| Zone d'emploi d'Orly                                                  | 0,1 %        | 4,6 %                                     | 15,2 %                                            | 27,8 %                     | 30,3 %                   | 22,1 %                    |
| Moyenne nationale                                                     | 2,2 %        | 6,0 %                                     | 15,4 %                                            | 24,6 %                     | 28,7 %                   | 23,2 %                    |
| Répartition des emplois par secteurs d'activités en 2006.             |              |                                           |                                                   |                            |                          |                           |
|                                                                       | Agriculture  | Industrie                                 | Construction                                      | Commerce                   | Services aux entreprises | Services aux particuliers |
| Longpont-sur-Orge                                                     | 1,0 %        | 5,6 %                                     | 3,6 %                                             | 35,9 %                     | 9,9 %                    | 7,2 %                     |
| Zone d'emploi d'Orly                                                  | 0,5 %        | 8,1 %                                     | 7,2 %                                             | 15,0 %                     | 14,3 %                   | 6,3 %                     |
| Moyenne nationale                                                     | 3,5 %        | 15,2 %                                    | 6,4 %                                             | 13,3 %                     | 13,3 %                   | 7,6 %                     |
| Sources : Insee,                                                      |              |                                           |                                                   |                            |                          |                           |

## Culture locale et patrimoine

### Patrimoine environnemental

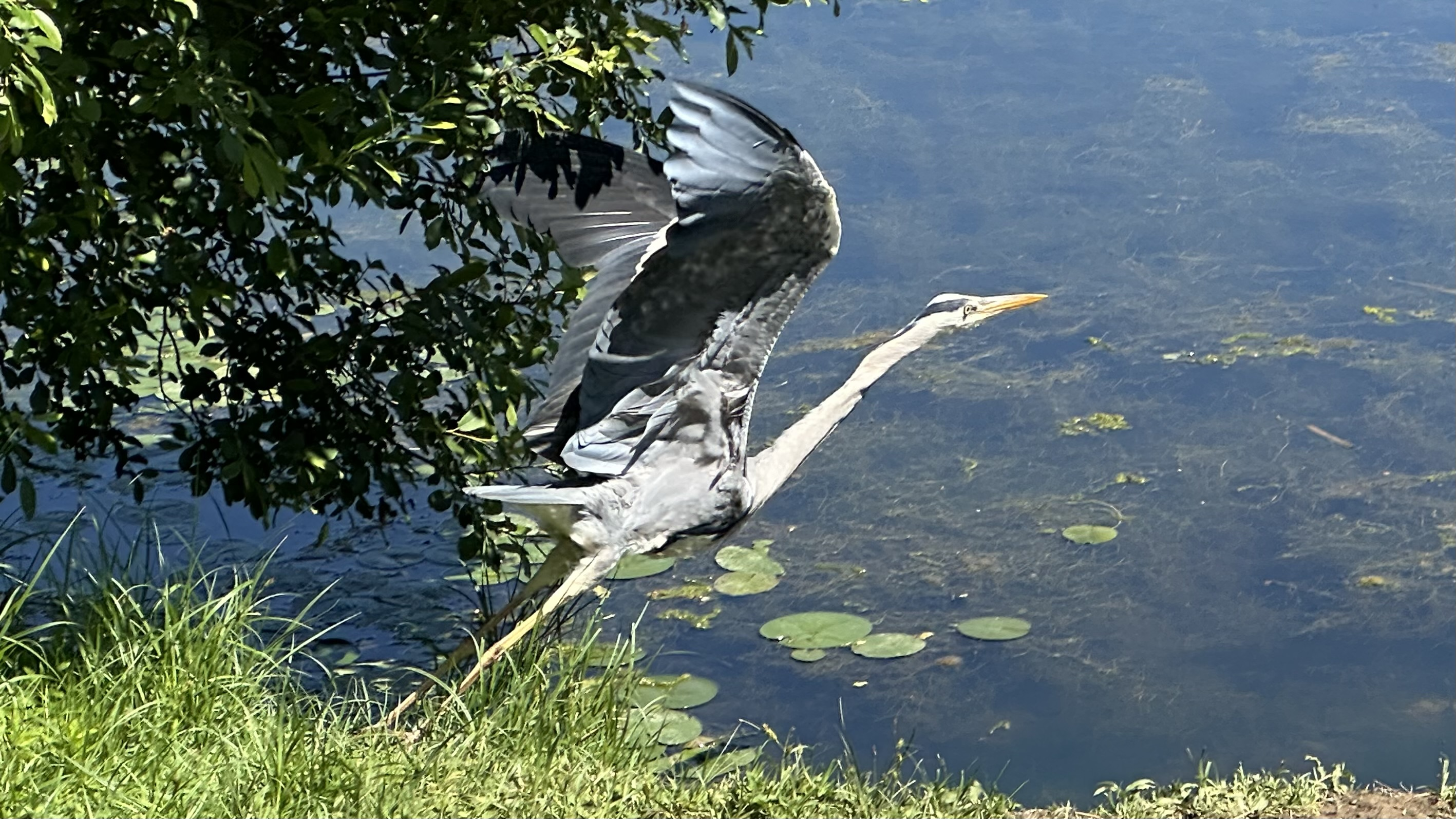
Un héron au parc de Lormoy.

Les berges de l'Orge, le bois des Échassons et du château et la plaine agricole au sud ont été recensés au titre des espaces naturels sensibles par le conseil général de l'Essonne.
Véritable coulée verte d'une superficie de deux cent trente hectares, la promenade de l'Orge représente quarante kilomètres de pistes le long de la rivière et ses bassins de retenue entre Arpajon et Athis-Mons.

### Patrimoine architectural
Monuments historiques
Deux bâtiments longipontains sont cités à l'inventaire des monuments historiques : la basilique (classée depuis 1862) et le « regard des Folies » (inscrit depuis le 9 juillet 2002).
La basilique Notre-Dame-de-Bonne-Garde dont la première pierre fut posée en 1031 ; en même temps, 22 moines arrivent de Cluny. Comme la maison-mère, le prieuré déclinera ; la Révolution achèvera la décadence. L'église est à l'abandon. Ce n'est qu'en 1875 que des travaux de reconstruction sont entrepris. C'est la première étape en partant de Paris sur le pèlerinage de Saint-Jacques-de-Compostelle par la via Turonensis. Le reliquaire, le plus important de France (1 294 reliques de 528 saints) conserve un fragment du voile de la Vierge,. Le prieuré est reconnu site clunisien depuis 2012.
Le regard des Folies, rue de la Croix rouge-fer, date de 1737, il est dû au fontainier Julien Desvignes. C'est le seul ouvrage d'art apparent sur l'installation qui alimente le parc du château de Lormoy. Il est constitué d'un réservoir rectangulaire en maçonnerie de dimension 10 mètres x 5 mètres, recouvert d'une voûte en plein-cintre.

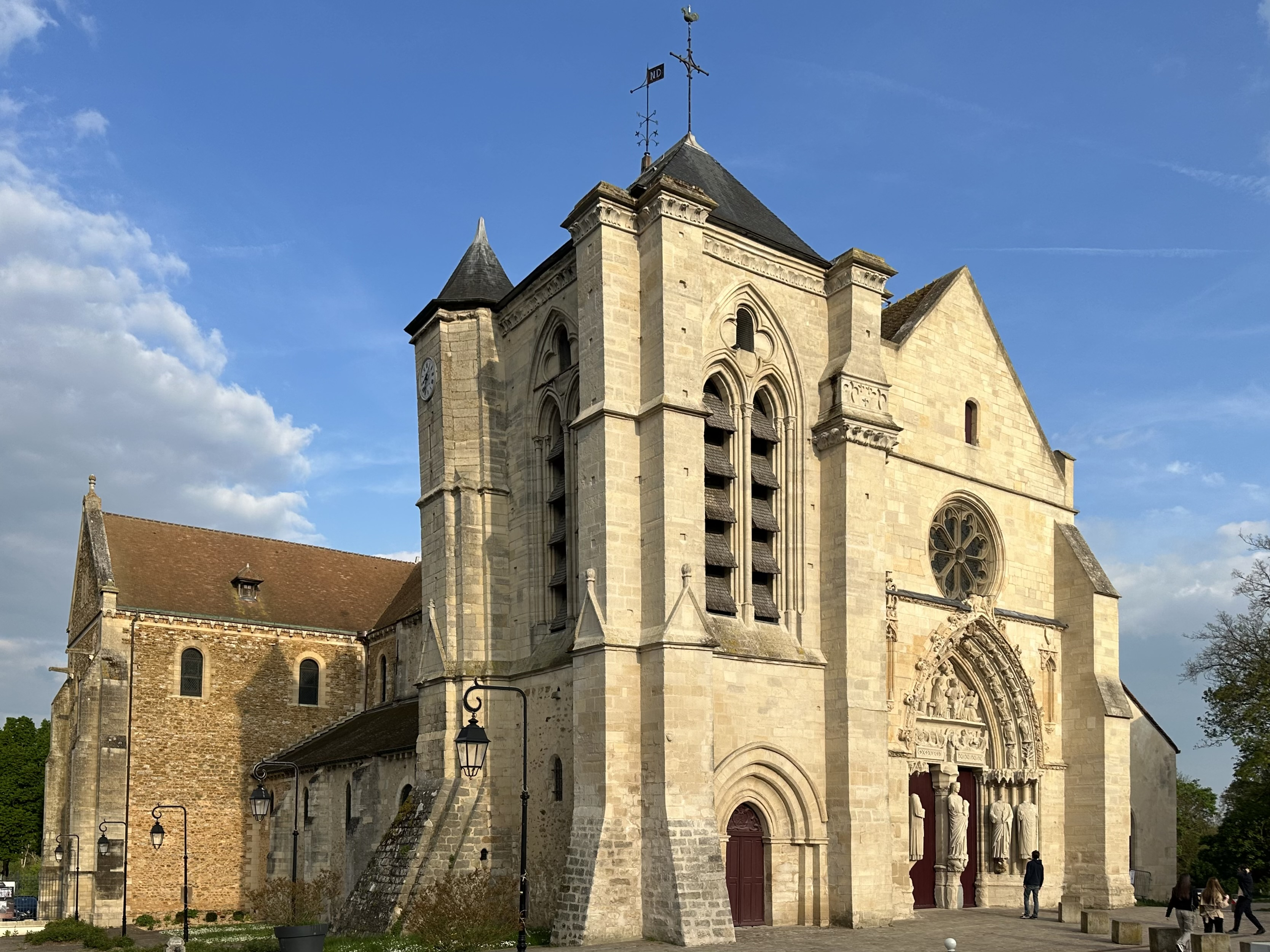
Basilique Notre-Dame-de-Bonne-Garde
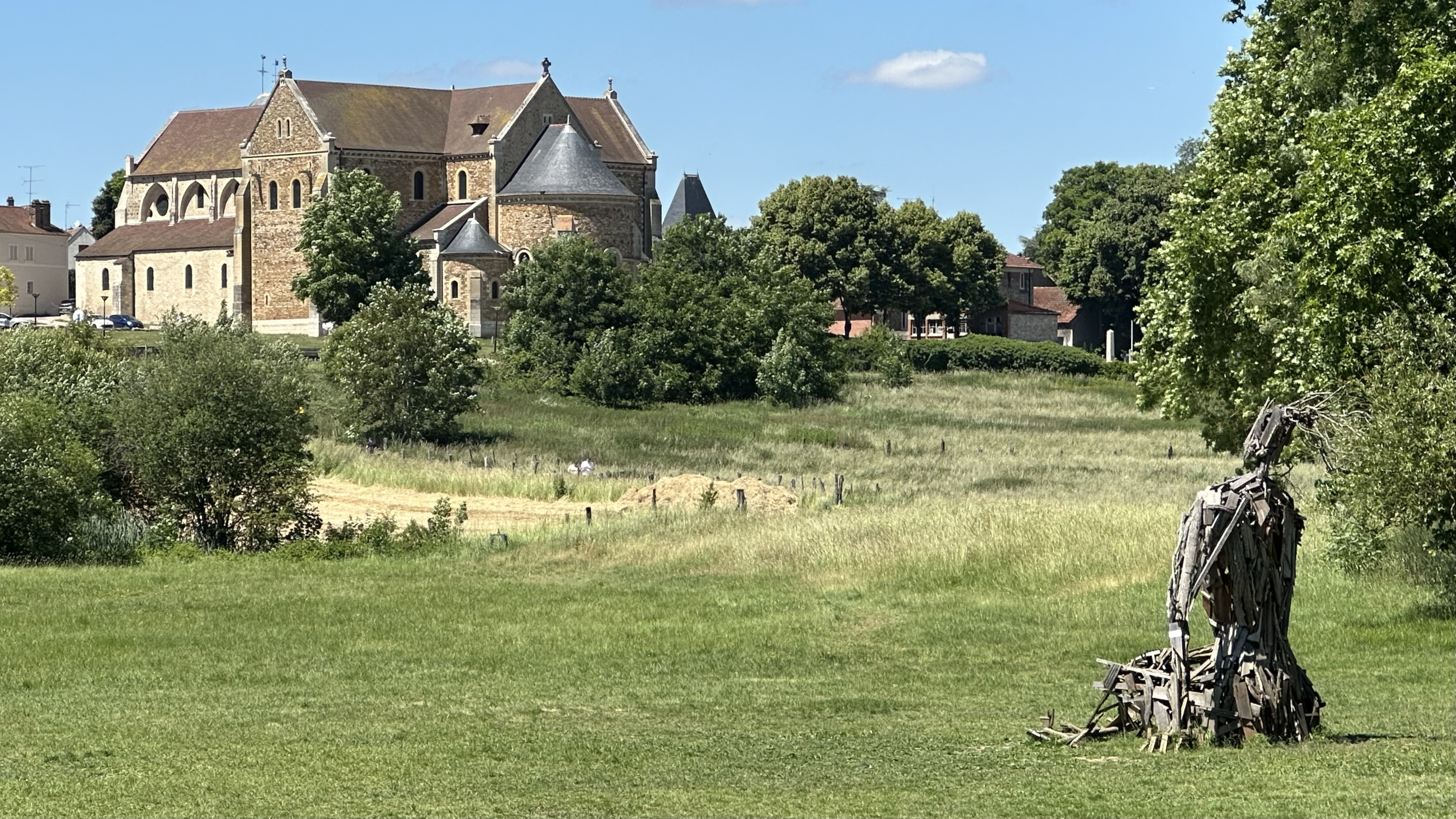
« La comtesse (et le forgeron) », sculpture(s) de Mickaël Camacho au parc de Lormoy et la basilique Notre-Dame-de-Bonne-Garde.

Autres monuments
L'inventaire général du patrimoine culturel recense 33 édifices ou sites à Longpont-sur-Orge, dont :
Le château de Lormoy remonte au XVIIe siècle. Il doit son nom aux nombreux ormes de la propriété. Au XIXe siècle, il appartint au duc de Maillé (Charles de Maillé de La Tour-Landry), Premier aide de camp du Roi Charles X. Il est reconstruit en 1837 par l'architecte Pierre-Anne Dedreux pour l'industriel Paturle puis entre en possession de la famille Say (fabricants de sucre). Léopold II, roi des Belges, loua le château en 1906 et 1907 pour y rencontrer son amie, la baronne de Vaughan. Un enfant du couple y est né en 1907 : Philippe Henri Delacroix-Durieux († Paris 1914). C'est depuis 2012 une maison de retraite.
Le château de Villebouzin date de la seconde moitié du XVIIe siècle. Restauré par l'architecte Paul Friesé en 1911 qui y a construit les communs, c'est en 2012 une maison de repos.
La « Grange aux Dîmes » est un grand édifice ancien acquis par la commune pour sa sauvegarde. Situé près de la basilique, il sera au cœur d'un vaste site culturel. Cette Grange dîmière est en partie détruite par un incendie dans la nuit du 14 au 15 septembre 2012.
Deux lavoirs, anciens rappellent que la géologie locale, sur les flancs de la vallée de l'Orge, est propice à l'apparition et au captage des eaux souterraines.

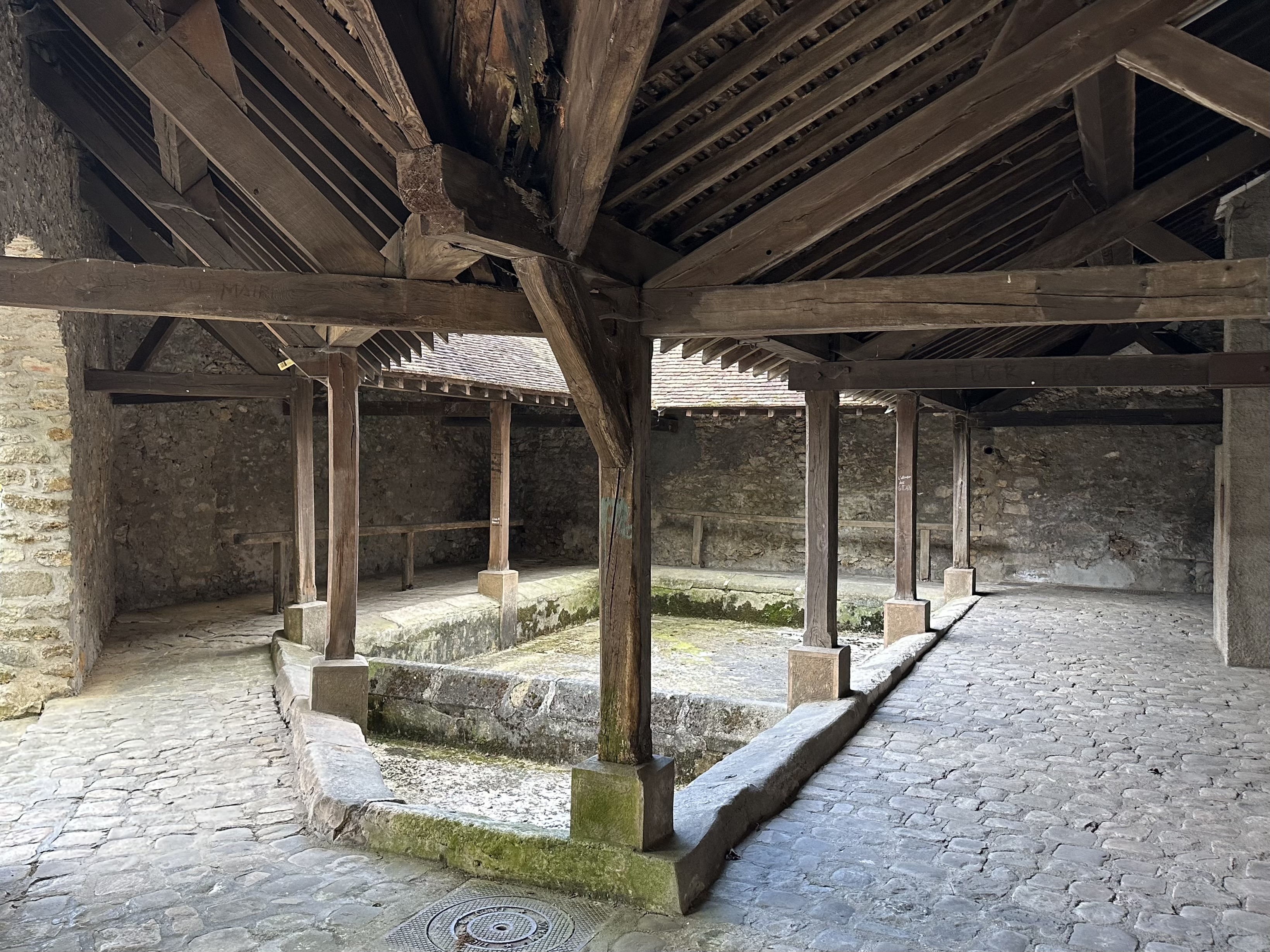
Lavoir, rue du Dr Darier.
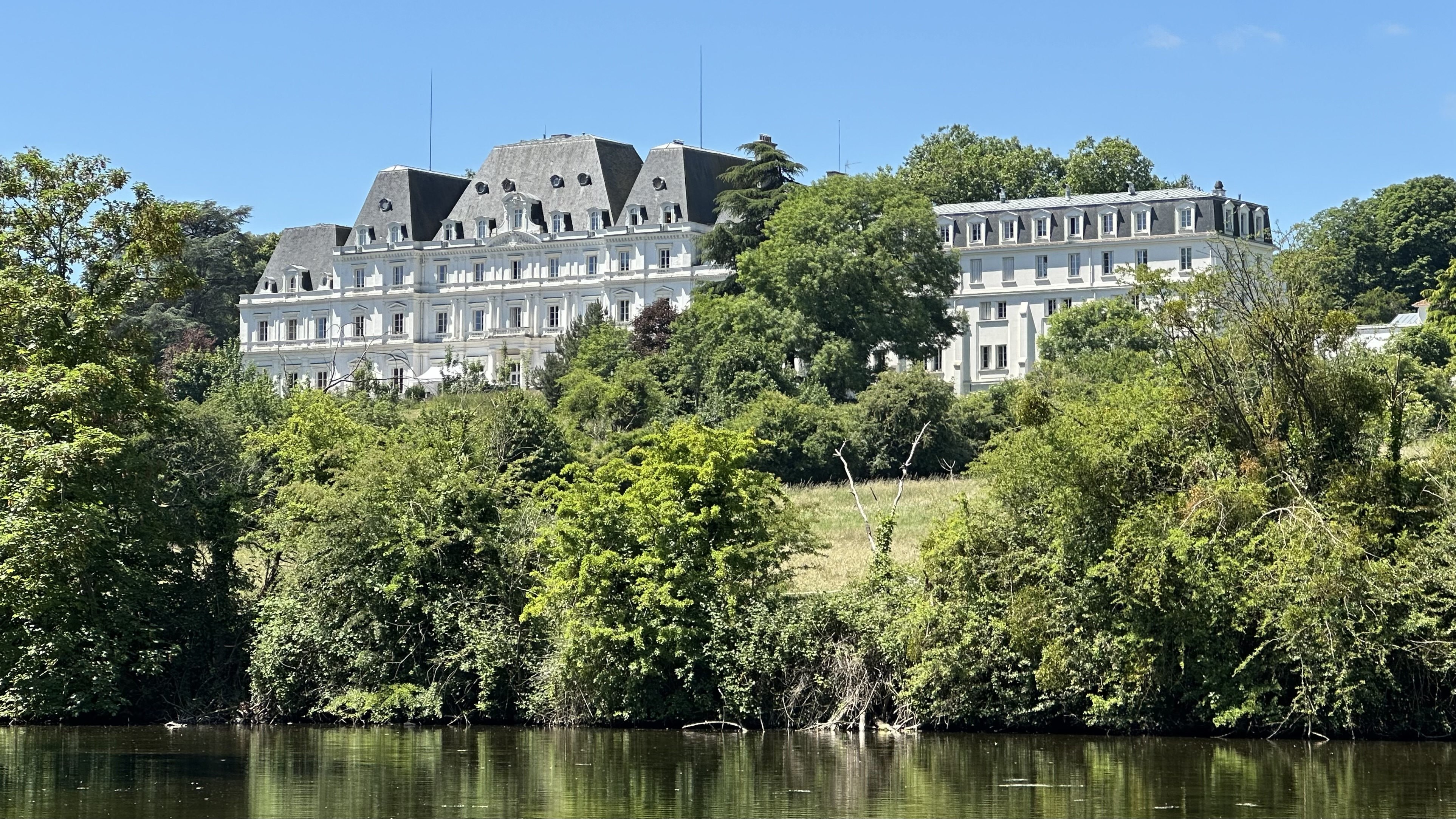
Le château de Lormoy.
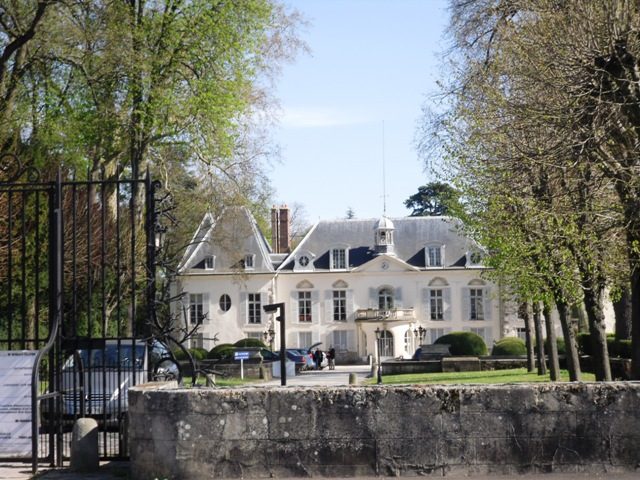
Le château de Villebouzin.
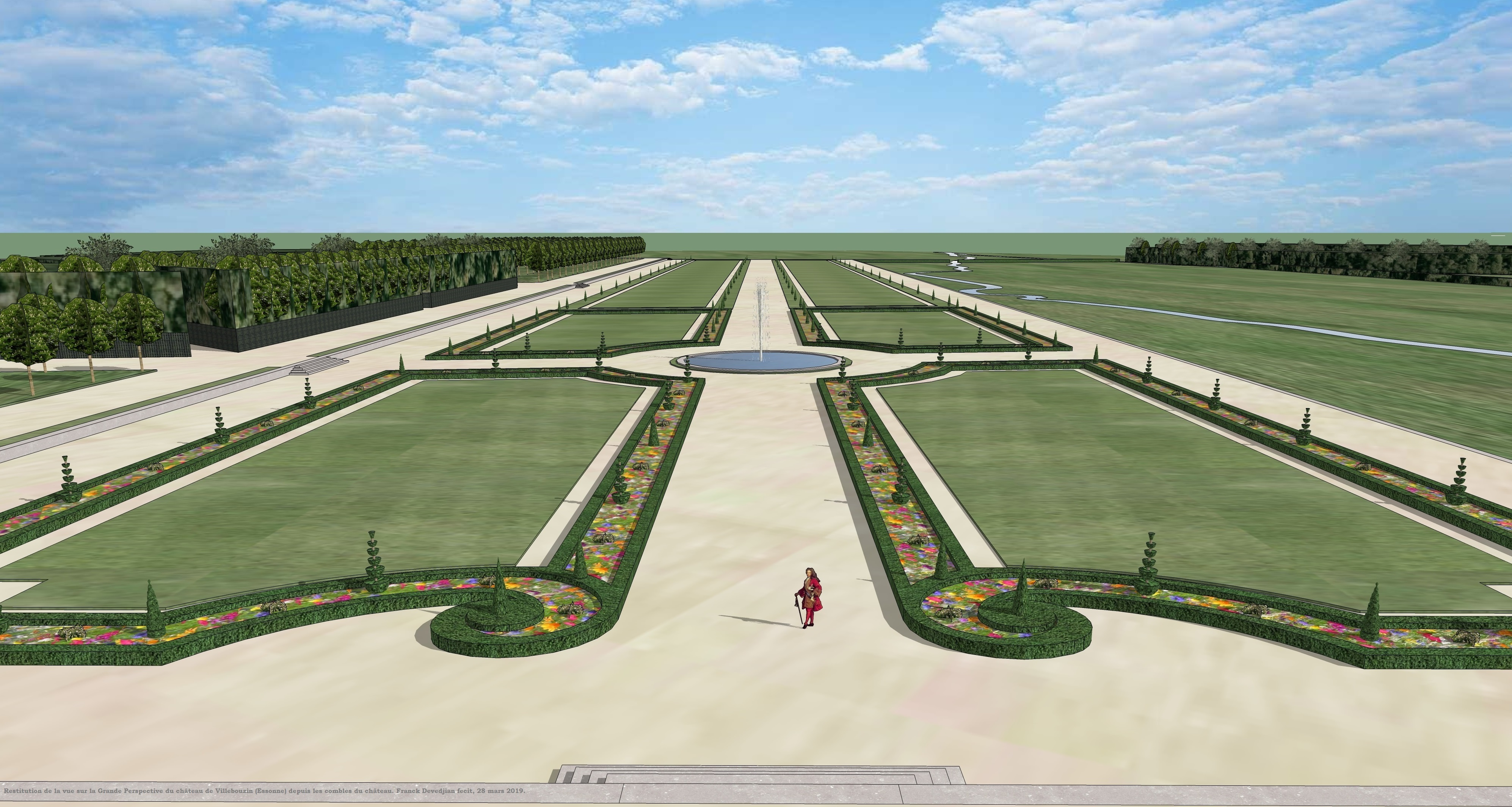
Vue restituée de la Grande Perspective du château de Villebouzin (Essonne) depuis les combles du château vers 1750 (aujourd'hui disparu)

### Personnalités liées à la commune
Différents personnages publics sont nés, décédés ou ont vécu à Longpont-sur-Orge. On peut noter :
- Louis de France (1276-1319), comte d'Évreux et baron d'Étampes, fils du roi de France Philippe III le Hardi, y est mort.
- Ferdinand-Jean Darier (1856-1938), médecin, en fut maire de 1925 à 1935..
- György Cziffra (1921-1994), pianiste, y est mort.
- André Isoir (1935-2016), organiste, y est mort
- Nathalie Kosciusko-Morizet (1973- ), femme politique y a vécu[Quand ?].

### Héraldique
| Blason de Longpont-sur-Orge | Blason  | Parti de sinople et d'or au pont courbé de sept arches d'argent brochant, surmonté d'une croisette pattée au pied fiché de gueules accompagnée, en chef à senestre, d'une fleur de lys cousue d'azur et, en chef à dextre, d'une moucheture d'hermine de sable. |
| Blason de Longpont-sur-Orge | Détails | |

### Longpont-sur-Orge dans les arts et la culture
Des scènes du film Bernie d'Albert Dupontel sorti en 1996 furent tournées à Longpont-sur-Orge.